# (512153) 2015 PF298
(512153) 2015 PF298 es un asteroide perteneciente al cinturón de asteroides, región del sistema solar que se encuentra entre las órbitas de Marte y Júpiter.
Fue descubierto el 18 de junio de 2014 por el equipo del proyecto Mount Lemmon Survey desde el observatorio del Monte Lemmon.

## Designación y nombre
Designado provisionalmente como 2015 PF298.

## Características orbitales
2015 PF298 está situado a una distancia media del Sol de 3,151 ua, pudiendo alejarse hasta 3,758 ua y acercarse hasta 2,545 ua. Su excentricidad es 0,192 y la inclinación orbital 30,375 grados. Emplea 2043,32 días en completar una órbita alrededor del Sol.
Los próximos acercamientos a la órbita de Júpiter ocurrirán el 3 de marzo de 2063, el 7 de marzo de 2074 y el 3 de septiembre de 2158.

## Características físicas
La magnitud absoluta de 2015 PF298 es 15,95. 